# 中居殉也
中居 殉也（なかい じゅんや、1972年5月14日 - ）は、石川県珠洲市出身の元プロ野球選手（捕手）。

## 来歴・人物
能登半島の珠洲市に生まれ、小学校1年から野球に親しんだ。中学校では3年間、相撲部も掛け持ちをした。
1988年に金沢高に進学し、甲子園に2度出場。1年次には夏の甲子園に8番・レフトで出場した。2年より捕手に転向し、夏の県大会は決勝で星稜高に延長11回サヨナラ負け。秋から主将となり、県大会、北信越大会を制して3年次に春のセンバツに出場し、準々決勝で優勝した近大附高に敗れた。夏は県大会決勝で1年生の松井秀喜が4番、村松有人が5番の星稜高に敗退。当時のスカウトからは谷繁元信以来の強肩と絶賛されていた。
1990年オフ、ドラフト外で福岡ダイエーホークスに入団。しかし、一軍公式戦への出場がないまま1995年限りで現役を引退。
引退後も球団に残り、ブルペン捕手や二軍コーチを2006年まで務めた。
2007年よりベースボール・チャレンジ・リーグ・石川ミリオンスターズのコーチを務めた。2008年9月4日、球団より体調不良による休養が発表された。
2021年現在は、愛媛県にて石毛宏典が立ち上げた野球塾の運営と、少年野球チームの監督を務めている。また、地元から名付けた「珠洲岬」という飲食店を営む。

## 詳細情報

### 年度別打撃成績
- 一軍公式戦出場なし

### 背番号
- 65 （1991年 - 1995年）
- 117 （1996年 - 2001年）
- 74 （2003年 - 2006年）
- 42 （2007年 - 2008年）